# Cuicirama
Cuicirama is een kevergeslacht uit de familie van de boktorren (Cerambycidae). De wetenschappelijke naam van het geslacht werd voor het eerst geldig gepubliceerd in 1992 door Martins & Galileo.

## Soorten
Cuicirama omvat de volgende soorten:
- Cuicirama cayennensis (Bates, 1881)
- Cuicirama fasciata (Bates, 1866)
- Cuicirama smithii (Bates, 1881)
- Cuicirama spectabilis (Blanchard, 1847)